# Comuna Năpradea, Sălaj
Năpradea este o comună în județul Sălaj, Transilvania, România, formată din satele Cheud, Năpradea (reședința), Someș-Guruslău, Traniș și Vădurele.
Cinci localități: Someș-Guruslău, Traniș, Vădurele, Năpradea și Cheud, unite de vremuri într-un loc de vis, într-un spațiu unde timpul își pulsează veșnicia în vatra lui, formează împreună Comuna Năprădea.
Este străjuită și apărată, pe de-o parte, de șerpuirea ancestrală a Râului Someș, vămuit prin Poarta Someșană din Strâmtorile Țicăului, Cetatea lui Pintea din Cheud, iar de cealaltă parte de dealurile din Culmea Meseșului. La miazănoapte veghează Sfinxul năpradenilor, Vârful Prisnel, care coboară spre miazăzi cu dealurile Cozlei, prin Râpele din Vădurele, până la locul care oprește vremea în contemplarea pietrelor gânditoare ʺMoșu și Babaʺ din Someș Guruslău.
Accesul în Comuna Năpradea, cel mai practicat, este prin partea de sud, peste podul de beton de la Someș Guruslău construit prin anii ʼ70. Imediat după trecerea peste pod, în partea stângă, ne întâmpină și ne îmbie la un scurt popas două ʺciuperciʺ și un izvor cu cea mai bună apă plată din zonă, ʺIzvorul de suʼ Dîmbu Moriiʺ. Câteodată e chiar ʺsorgoșʺ la izvor, trebuind stat puțin pentru a ne stâmpăra setea. Comuna este străbătută de la miazăzi la miazănoapte de DJ 108E, drum care coboară pe malul drept al Râului Someș, prin Strâmtorile Țicăului mai departe spre Baia Mare.
În Someș Guruslău, în partea de răsărit a localității, la vreo 2 km de sat, pe culmea dealurilor Poeniței, la obârșia Părăului Valea Caselor, ne așteaptă de milenii un monument al naturii cu legendele lui, ʺMoșu și Babaʺ și ʺPiatra Pintiiʺ. ʺMoșu și Babaʺ stau într-o stare meditativă de când era lumea lume, așezată în rosturile ei firești, iar omul trebuia să-și găsească rostul, își folosea gândirea că să găsească iubirea, își folosea timpul ca să-și găsească locul. Tot în Someș Guruslău putem admira un pâlc de castani comestibili, iar pe traseu călcăm pe fosile de moluște marine, din vremuri când aceste locuri erau fund de mare.
Coborând pe drumul țării, mai la vale, ne iese Tranișul în cale, un sat liniștit cu oameni harnici și gospodari, ca dealtfel majoritatea locuitorilor comunei. Legenda spune că satul a fost salvat de invazia tătarilor de o ciurdă de diboli, la vederea cărora caii tătarilor și tătarii s-au speriat și au luat-o de unde au venit.
Din centrul satului, pe un drum lateral dreapta, se ajunge în Vădurele, cu Biserica de lemn din sec. XVII, aflată pe lista monumentelor istorice, și râpele roșietice rezultate prin clivarea argilelor roșii deasupra stratului freatic, creând adevărate opere ale naturii. Satul și-a câștigat prestigiul în zonă, de-a lungul timpului, cu renumita ʺhorincă de Vădureleʺ făcută din mălai, dar și cu dibăcia de a ieși din tiparele impuse de o politica și politicieni vremelnici, incapabili de a se ridica la pretențiile timpului și a locului.
Următorul sat al comunității, la nord de Vădurele și Traniș, de-a lungul drumului țării, este reședința administrativă a comunei, satul Năpradea. Deși sânt mărturii ale locuirii satului încă din timpul dacilor, sau mai departe, din paleolitic, prima atestare documentară a localității provine din anul 1387, când satul apare sub numele de ʺvilla olachalis Napradʺ. Alte atestări documentare provin din anii 1423 ʺvilla olachalis Napradʺ, 1454 ʺNappradʺ, 1472 ʺOlah Náprádʺ, 1549 ʺNabraadʺ, 1555 ʺNapraghʺ, 1636 ʺNagy Náprádʺ, 1637 ʺKis-Náprádʺ, 1733 ʺNapradeʺ, 1828 ʺNábrádʺ, ʺNapradʺ, 1850 ʺNaprágyeʺ, 1854 ʺNáprádʺ, ʺNapragieʺ, 1900 ʺNáprádʺ, 1930 ʺNăpradeaʺ, 1966 ʺNăpradeaʺ.
Ocupația de bază a locuitorilor acestor locuri, din cele mai vechi timpuri și până în zilele noastre, a fost și este agricultura și creșterea animalelor, cu ajutoare prețioase de la Natură, de o parte codru cu vânatul, iar de cealaltă Someșul cu pescuitul și cu lunca lui mănoasă. Până la începutul sec. XIX-lea, hrana, îmbrăcămintea și materialele de construcție ale locuințelor erau asigurate în totalitate din zonă. Prin grija autorităților locale și a școlii a luat ființă un Muzeu al Satului, unde se încearcă păstrarea și conservarea unui trecut, trecut parcă din prezent, și petrecut prin multe încercări.
La nordul comunei, vameș la Poarta Someșului din Strâmturile Țicăului, stă de milenii satul Cheud, cu Cetatea Cheudului, cu originea ei care se pierde în vremurile îndepărtate ale dacilor liberi, soarta ei influențînd soarta satului și satelor comunei. Biserica benedictină, despre care se spune că ar fi fost construită de o mână de călugări ai ordinului Sfântului Benedict prin sec. XI-lea, cu drepturile uzurpate ulterior de către anumiți nobili laici pentru a fi folosită ca punct vamal al plutelor care transportau sare de la Ocna Dej sau alte produse, la curtea împăratului de la Viena.
La ieșirea spre miazănoapte ne așteaptă alt izvor cu apa captată din Dealul Cetății, pe malul Someșului, în zona în care a funcționat până nu demult un ștrand amenajat, cu scenă pentru spectacole și un pod plutitor. Singurul pod plutitor din comună mai funcționează la Cheud.
Natura a fost darnică, de-a lungul timpului, cu oamenii acestor locuri, pe de-o parte Someșul, unduindu-și mersul mileniilor, adunând în jurul lui un întreg univers binecuvântat, iar în partea de vest și nord, codrii seculari cu mulțime de animale sălbatice, fructe de pădure sau tot felul de ciuperci.
Cele cinci sate: Someș Guruslău, Traniș, Vădurele, Năpradea și Cheud, simbolizînd cele cinci simțuri ale omului, sau cele cinci forme ale materiei, unite în Comuna Năprădea, formând împreună cer și pământ, apă și foc, vibrând în spațiu eternitatea, nu și-au încheiat menirea în acest loc. Veșmântul, cuvântul și pământul, revin într-un nou ciclu al existenței formei din freamătul profunzimilor, o nouă reînviere și rearanjare după matricea divină, după Natură.

## Obiective turistice
- Biserica de lemn cu hramul "Adormirea Maicii Domnului" din satul Vădurele, construcție secolul al XVII-lea, monument istoric
- Ruinele bisericii benedictine din satul Cheud, construcție din secolul al XII-lea, monument istoric
- Rezervația naturală Pietrele "Moșu și Baba" din Someș-Guruslău [2]
- Cetatea Aranyos-Cetatea lui Pintea din Cheud[2]
- Situl arheologic din satul Vădurele
- Defileul Someșului

## Demografie
Componența etnică a comunei Năpradea
     Români (83,29%)
     Romi (12,91%)
     Alte etnii (3,8%)
Componența confesională a comunei Năpradea
     Ortodocși (79,76%)
     Penticostali (13,98%)
     Alte religii (2,51%)
     Necunoscută (3,76%)
Conform recensământului efectuat în 2021, populația comunei Năpradea se ridică la 2.633 de locuitori, în scădere față de recensământul anterior din 2011, când fuseseră înregistrați 2.652 de locuitori. Majoritatea locuitorilor sunt români (83,29%), cu o minoritate de romi (12,91%). Din punct de vedere confesional, majoritatea locuitorilor sunt ortodocși (79,76%), cu o minoritate de penticostali (13,98%), iar pentru 3,76% nu se cunoaște apartenența confesională.

## Politică și administrație
Comuna Năpradea este administrată de un primar și un consiliu local compus din 11 consilieri. Primarul, Lucica-Calina Ianc[*], de la Partidul Social Democrat, este în funcție din 1 noiembrie 2024. Începând cu alegerile locale din 2024, consiliul local are următoarea componență pe partide politice:
|  | Partid                    | Consilieri | Componența Consiliului | Componența Consiliului | Componența Consiliului | Componența Consiliului | Componența Consiliului |
|  | ------------------------- | ---------- | ---------------------- | ---------------------- | ---------------------- | ---------------------- | ---------------------- |
|  | Partidul Național Liberal | 5          |                        |                        |                        |                        |                        |
|  | Partidul Social Democrat  | 5          |                        |                        |                        |                        |                        |
|  | Partidul PRO România      | 1          |                        |                        |                        |                        |                        |

## Personalități născute aici
- Alexandru Varna (1923 - 1998), medic chirurg.